# Cerco de Calais (1558)

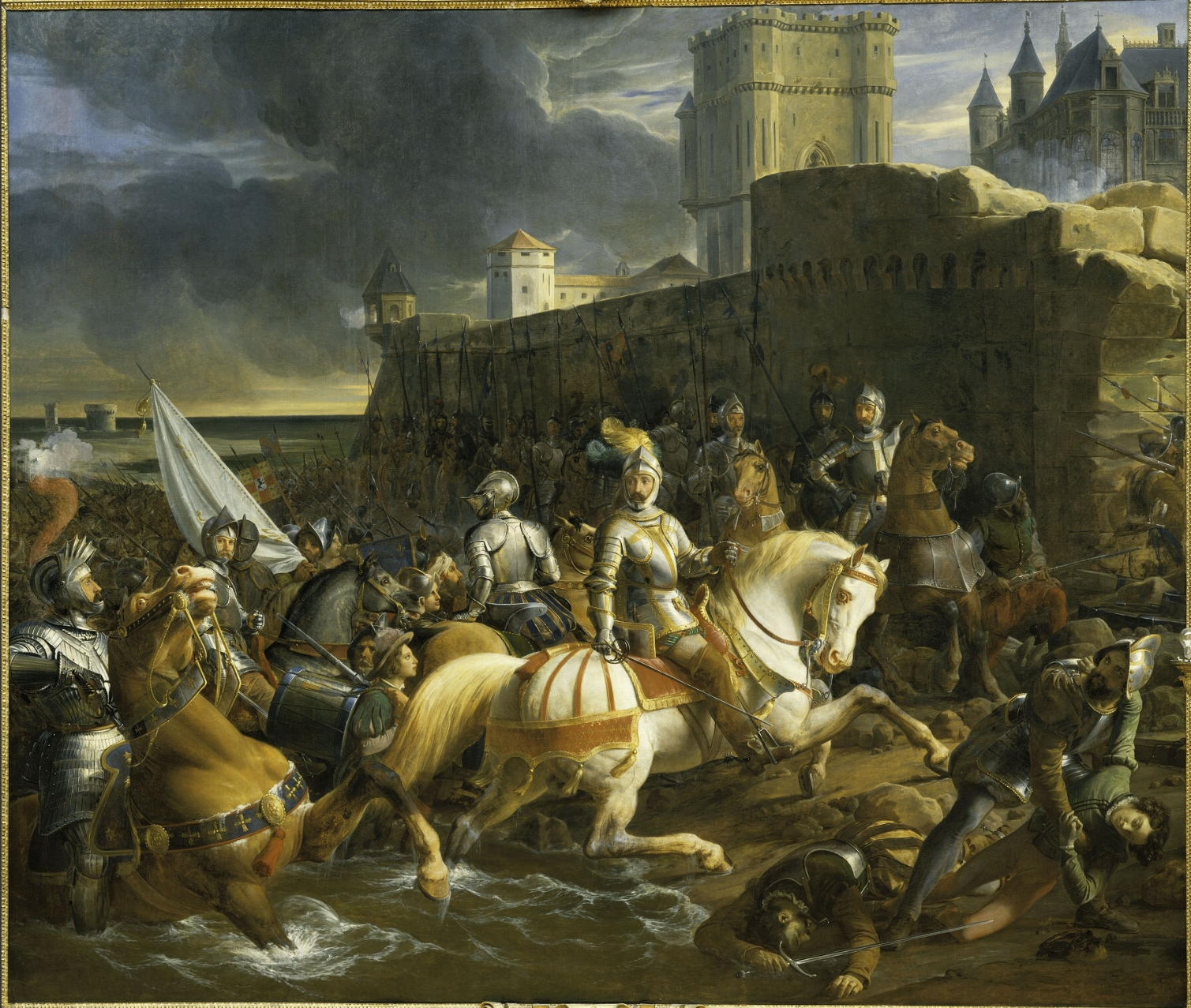
O cerco de Calais, 1838 François-Edouard Picot

O Cerco de Calais foi feito no início de 1558 durante a Guerra italiana de 1551–1559. O Assentamento de Calais havia sido governado pela Inglaterra desde 1347, durante a Guerra dos Cem Anos. Na década de 1550, a Inglaterra estava sendo governada por Maria I e seu marido, Filipe II da Espanha. Quando o Reino da Inglaterra decidiu apoiar uma invasão espanhola à França, Henrique II da França enviou Francisco, Duque de Guise, para invadir o território inglês de Calais, defendido por Thomas Wentworth, segundo Barão de Wentworth. Após uma tentativa fracassada em 1557, um novo ataque capturou os fortes de Nieullay e Rysbank, e Calais foi capturada.